# Lonchura stygia
El capuchino negro (Lonchura stygia) es una especie de ave paseriforme de la familia Estrildidae endémica del sur de Nueva Guinea.

## Distribución y hábitat
Se encuentra en el sur de la isla de Nueva Guinea, desde Mandum (Papúa, Indonesia) hasta el lago Daviumbu (Papúa Nueva Guinea). Suele habitar en bandadas de hasta 20 individuos. Su hábitat natural son la sabana húmeda y los humedales, aunque a veces se los puede observar en los arrozales.

## Amenazas
Esta especie se encuentra amenazada por la destrucción de juncales a causa de la introducción de sambar de Java Cervus timorensis. Y probablemente también este amenazada por el avance gradual de bosquecillos sobre las praderas, a causa de un incremento de la cría de ganado tal como los cerdos.